# Hanna Blaschczik
Johanna (Hanna) Blaschczik (* 14. Februar 1899 in Prag; † 28. Juli 1978) war eine österreichische Bildhauerin und Keramikerin.

## Leben
Hanna Blaschczik war eine Tochter von Johann Blaschczik (1865–1936), Zentraldirektor der Königshofer Zementfabrik.  1891 heiratete er Anna Blaschczik, geb. Kestranek (1867–1933), eine Schwester des Industriellen Wilhelm Kestranek und Nichte des Historikers und Geistlichen Vilmos Fraknói. Neben ihrer Tochter Hanna hatten sie einen Sohn Wilhelm, der Direktor der Rodauner Zementfabrik wurde. Ab 1899 verbrachte die Familie die Sommermonate in Sankt Gilgen. Johann Blaschczik förderte ab 1905 das Wiener Künstlerhaus als beitragszahlender „Teilnehmer“ und trat 1929 mit einer größeren Spende als „Gründer“ auf. Zudem war er unterstützendes Mitglied der Bildhauer-Vereinigung.
Hanna Blaschczik besuchte drei Jahre lang öffentliche und drei weitere Jahre private Lyzeum-Klassen. Sie war eine Schülerin der Bildhauerin Hella Unger. Weiters wurde sie von Franz Zelezny ein Jahr lang in der Holzbildhauerei unterrichtet. Von 1921 bis 1924 studierte sie an der Spezialschule für Bildhauerei von Hans Bitterlich an der Akademie der bildenden Künste Wien. Dieser attestierte ihr „großen Fleiß, Begabung und sehr gute Fortschritte“ im Zeugnis.
Hanna Blaschczik wohnte und arbeitete als Bildhauerin in Wien. Dort beschickte sie vereinzelt Ausstellungen im Wiener Künstlerhaus und der Vereinigung bildender Künstlerinnen Österreichs. Sie war Mitglied der Österreichischen Gesellschaft für christliche Kunst und nahm 1927 mit einigen religiösen Plastiken an deren Ausstellung im Marmorsaal des Stiftes Klosterneuburg teil.
Hanna Blaschczik starb 1978 im Alter von 79 Jahren und wurde auf dem Wiener Zentralfriedhof beerdigt. In der Grabstätte sind auch ihre Mutter Anna und ihr Bruder Wilhelm beigesetzt.
Im Nachlass des Kunsthistorikers Wolfgang Pauker befinden sich Korrespondenz und Fotografien der Künstlerin.

## Werk
Hanna Blaschczik schuf eine Reihe von Plastiken, teilweise aus Wachs geformte Statuetten, Bildnis-Plaketten sowie Büsten in Bronze und Terrakotta. Dabei widmete sie sich hauptsächlich religiösen Themen. Neben der Bildhauerei gestaltete sie einige Modelle für die Gmundner keramischen Werkstätten wie Madonna mit Kind und Pietà.
Vinzenz Oskar Ludwig lobte ihre Exponate bei der Ausstellung der Österreichischen Gesellschaft für christliche Kunst als Beispiele für künstlerische Leistungen, die sich auf „ein hohes Niveau der Verinnerlichung und eines ästhetisch edlen Ausdruckes“ begeben und mahnte die Kirchenvorsteher, statt Kitsch lieber solche „wahrhaft religiöse[n] Arbeiten“ zu erwerben.
Werke (Auswahl)
- Sub specie aeternitatis (sitzende Frauengestalt richtet ihren Blick auf einen Totenschädel in ihren Händen, Darstellung angelehnt an ein Porträt von Else Wohlgemuth), Großplastik, Gipsmodell ab 1924 lange Zeit im Marmorsaal des Stiftes Klosterneuburg ausgestellt, Ausführung als Reduktion in Bronze (28 × 8 × 13 cm, nach 1931, Stiftsmuseum Klosterneuburg)[9][10]
- Bildnisbüste einer Karmelitin, 1926 Ausstellung Wiener Künstlerhaus[11]
- Karmelitin, Pietà, Sakrament der Ehe,[12] Krippenmodell, 1927 Ausstellung Österreichische Gesellschaft für christliche Kunst[8]
- Bildnisbüste der Burgschauspielerin Else Wohlgemuth, 1929 Ausstellung Vereinigung bildender Künstlerinnen Österreichs[13]
- Relief für Theodor-Billroth-Denkmal, 1930, Seepromenade Sankt Gilgen[5]
- Mönch (Büste), Ton[14]
- Ancilla Domini (Büste), Wachs[15]

## Ausstellungen (Auswahl)
- 1924: Aquarellisten-Klub, Wiener Künstlerhaus
- 1926: Weihnachtsschau, Kunst und Kunsthandwerk, Wiener Künstlerhaus
- 1927: Österreichischen Gesellschaft für christliche Kunst, Stift Klosterneuburg
- 1929: Vereinigung bildender Künstlerinnen Österreichs, Glaspalast des Burggartens, Wien
- 1935: Krippenausstellung Sankt Gilgen[16]
- 2001: Jugendstil in Klosterneuburg, Stiftsmuseum Klosterneuburg